# Клеанте Давідоглу
Клеанте Давідоглу (рум. Cleante Davidoglu, 1871, Бирлад, Румунія — Бухарест,1947) — румунський генерал, учасник операції по приєднанню Буковини до Королівства Румунія.

## Біографія
Давідоглу Клеанте народився 1871 року в м. Бирлад, Румунії в родині лікаря. Його братом був відомий лікар і математик Антон Давідоглу (1876—1958). Про роки формування майбутнього генерала не знайдено жодних джерел. У 1905 році він отримав звання капітана. На початку першої світової війни сприяв возз'єднанню румунського народу, здійснив численні бойові дії на місцях. У 1917 році отримав підвищення — звання полковника.

## Приєднання Буковини до Румунії
7-8 листопада 1918 року три загони румунських військ — перший з боку залізничної станції Окниця, другий з Єдинецької волості і третій з містечка Липкани — здійснили наступ у напрямку Хотина. Події розгорталися швидко, на місцях не вдавалось організувати оборону проти наступу румунських військ. Сутички відбулись біля станції Окниця, с. Атаки та в деяких інших місцях.
9 листопада начальник 1-ї кавалерійської дивізії румунських військ генерал Давідоглу захопив містечко Бричани, де опублікував «Повідомлення № 1», в якому писалось про приєднання Хотинського повіту до Бессарабії і що вся Бессарабія в цілому приєднується до Румунії. 11 листопада полковник Морузі оголосив про «окупацію міста Хотина з метою збереження порядку і спокою, так і для попередження можливості окупації його ворогом». У січні 1919 року більшовицька Україна розпочала серію нападів на річку Дністер у районі Хотин. 9-го румунському війську на чолі з генералом Давідоглу вдалося відновити ситуацію 14 лютого 1919 року. Водночас французький експедиційний корпус, що складався з трьох колоніальних дивізій разом з двома грецькими дивізіями та польськими та російськими білими добровольцями виступав у Південній Україні на підтримку армій, очолюваних Петлюрою та Денікіним. Румуни окупували місто Тирасполь та Роздільну. 8 квітня 1919 р. Більшовицький контрнаступ вигнав французькі війська з півдня України, а румунські війська повинні були піти з Тирасполя 17 квітня.

## Придушення Хотинського повстання
Румуни, вступивши в повіт, принесли свої закони і звичаї. За румунськими законами, робітник, селянин підлягали покаранню з боку поміщика, службовця чи навіть жандарма. Всі вони повинні були низько кланятися всім румунським правителям, знімати шапку, а то й руку цілувати. Румунське командування видало наказ про негайну здачу зброї. I чим більше зростали утиски і пограбування, тим більше зростало незадоволення серед місцевого населення. Люди готові були піднятися на боротьбу. Розпочалось повстання, відоме в історії, як Хотинське. Загальне керівництво з придушення повстання здійснювали румунський генерал Давідоглу та очільник англійської місії в Румунії генерал Ґринґлі. Військове командування частин УНР водночас намагалось роззброювати місцеве населення. Задокументовано факт того, що румунський генерал Клеанта Давідоглу віддав наказ розстріляти з гармат кілька сіл в Бессарабії, що спровокувало масовий відтік населення на лівий берег Дністра. Після завзятих боїв румунське військо змусило близько чотирьох тисяч повстанців відступити за Дністер. З повстанцями залишили рідні місця близько 50 тисяч біженців. Було спалено одинадцять сіл, в тому числі: Атаки, Недобоївці, Рукшин, Керстенці, Ставчани. Придушуючи народне повстання в Хотині, румунські війська вбили до 15 тисяч осіб, переважно — молдаван. У самому Хотині — близько 500 осіб.

## Начальник румунських військ у Трансільванії
18 січня 1919 р. країни Антанти скликали Паризьку мирну конференцію, на якій підписали мирні договори із країнами Четвертного союзу, що зазнали поразки у Першій світовій війні. Згідно Тріанонського договору, підписаного в 1920 році, Трансільванія, і в тому числі місто Сату-Маре, відійшла до Румунії. Начальник румунських військ у районі, створеному Паризькою мирною конференцією, генерал-майор Девідоглу мав величезні заслуги у створенні та обладнанні відділу хірургії та міської лікарні Сату-Маре. Задокументована його вдячність лікарю Белі Люкко за порятунок життя генерала Демостена Маргарітополя, який був тяжко поранений.

## Командир Румунської жандармерії
У 1927—1928 рр. дивізійний генерал Давідоглу служив командиром румунської жандармерії. Згодом він очолив інспекцію жандармерії повіту Мегедіні. Його ім'я було віднесено до інспекції канцелярії жандармерії Терну Северина та до «Клірингової асоціації спортсменів Девідоглу».